# 鈴木俊宏
鈴木俊宏（日语：すずき としひろ，1959年3月1日—）乃日本實業家，亦是鈴木公司第八任社長。

## 生平簡歷
1959年出生於靜岡縣濱松市，為鈴木修之長男。1983年於東京理科大學理工學研究科修士課程研修完畢，接著進入電裝工作。1994年進入鈴木公司就職，曾於經營企劃、海外營業等部門。2001年赴美國通用汽車常駐，2003年回日本擔任鈴木公司董事。2011年6月升任鈴木公司副社長，2015年6月30日自鈴木修手中接下第八任社長的棒子。

## 內部連結
- 鈴木修
- 鈴木公司

## 外部連結
- （日語）スズキ株式会社沿革 （页面存档备份，存于）

| 鈴木公司歷代社長 |                         |          |
| 前任： 鈴木修    | 第8任社長 2015年6月迄今 | 繼任： ' |